# Mark Cavendish
Sir Mark Simon Cavendish KBE (* 21. Mai 1985 in Laxey, Isle of Man) ist ein ehemaliger britischer Radrennfahrer. Der vierfache Weltmeister – dreimal im Madison auf der Bahn, einmal im Straßenrennen – gilt mit 165 Siegen als der erfolgreichste männliche Sprinter. Insgesamt gewann er 55 Etappen bei den drei Grand Tours, wobei er mit 35 Erfolgen der alleinige Rekordhalter an Tour-de-France-Etappensiegen ist. Darüber hinaus gewann er mit Mailand–Sanremo im Jahr 2009 ein Monument des Radsports. Am 10. November 2024 beendete er seine sportliche Laufbahn.

## Sportlicher Werdegang

### Kindheit und Frühe Jahre
Mark Cavendish wurde am 21. Mai 1985 in Laxey auf der Isle of Man geboren. Bereits in jungen Jahren fuhr er BMX-Rennen, ehe er im Alter von neun Jahren einem Radverein in Douglas beitrat. Seine erste Trainerin Dot Tilbury erklärte gegenüber der BBC im Jahr 2012, dass Cavendish es bereits damals hasste, zu verlieren. Bei seinen ersten Rennen wurde er jedoch meist Letzter, da er nach wie vor auf seinem BMX fuhr, während die anderen Fahrer auf Mountainbikes und Rennrädern starteten. Nachdem er zu seinem 13. Geburtstag ein Mountainbike bekommen hatte, gewann er am folgenden Tag sein erstes Rennen. In jenem Jahr sicherte sich Cavendish in der Klasse U14 vier britische Meistertitel. Zugleich beschloss er Radprofi zu werden und brach im Alter von 16 Jahren die Schule ab. Im Anschluss arbeitete er für zwei Jahre in einer Bank, um mit 18 Jahren aufs europäische Festland ziehen zu können.
In Großbritannien wurde das Talent von Mark Cavendish zunächst nicht erkannt, da er bei den Leistungstests keine herausragenden Werte erzielte. Später meinte Cavendish, dass die britische Nachwuchsförderung keine Talente erkannte, da sie nur auf die Zahlen ihrer Maschinen schauten. Obwohl er im Kader der nationalen Junioren-Mannschaft war, war dies auch der Grund, warum Mark Cavendish nie für Junioren-Weltmeisterschaften nominiert wurde. Nachdem Cavendish genug Geld verdient hatte und aufs europäische Festland ziehen wollte, wurde er für das British National Track Team nominiert und gelangte durch seinen Trainer Rod Ellingworth in die British Olympic Cycling Academy, wo er 58 Pfund pro Woche verdiente. Im Jahr 2004 wurde Cavendish zusammen mit Ed Clancy Zweiter im Madison der britischen Meisterschaften und ging bei dem UCI-Bahnrad-Weltcup in Moskau an den Start.
Im Mai des Jahres 2005 ging Cavendish im US-amerikanischen Home Depot Center Velodrome bei seinen ersten Bahnradsport-Weltmeisterschaften an den Start. Nachdem er ursprünglich nur als Ersatzfahrer vorgesehen war, sprang er im Madison-Bewerb anstelle des gestürzten Geraint Thomas ein. Gemeinsam mit Rob Hayles, mit dem er zuvor noch kein Rennen bestritten hatte, holte er im Alter von nur 19 Jahren seine ersten Weltmeistertitel. Außerdem wurde er im selben Jahr U23-Europameister im Punktefahren.

### Team Sparkasse: Einstieg in den Straßenradsport (2005–2006)
Auf Initiative des Leiters des T-Mobile Development Programms Heiko Salzwedel erhielt Mark Cavendish im Jahr 2005 die Möglichkeit für das deutsche Continental Team Sparkasse zu fahren. Bei diesem sollte er sich zunächst an das Leben und die Fahrweise in Deutschland gewöhnen, ehe man ihm einen Platz im T-Mobile-Team in Aussicht stellte. In seiner ersten Saison gewann Cavendish eine Etappe der Berlin-Rundfahrt und belegte auf der 2. Etappe der größeren Tour of Britain den dritten Etappenrang. Im Herbst ging er gemeinsam mit Rob Hayles bei seinem ersten Sechstagerennen in Dortmund an den Start, das von seinem Teamchef Mark Claussmeyer organisiert wurde. Außerdem bestritt er seine ersten Straßenradsport-Weltmeisterschaften in der Klasse U23 und belegte den 14. Rang.
Nachdem er im Winter zweimal auf das Podest im UCI-Bahnrad-Weltcup fuhr, ging er bei den Commonwealth Games 2006 an den Start und gewann die Goldmedaille im Scratch. Im Straßenrennen belegte er zudem als zweitbester Brite den siebten Rang. Nachdem er für das Team Sparkasse mehrere Siege bei kleineren deutschen Rennen einfahren konnte, erhielt er im August die Möglichkeit als Stagiaire Rennen für das T-Mobile-Team zu bestreiten. Bei der Tour of Britain wurde er zweimal Etappenzweiter und einmal Etappendritter und sicherte sich so die Punktewertung der Rundfahrt.

### Team T-Mobile: Erste Profi-Saison (2007)

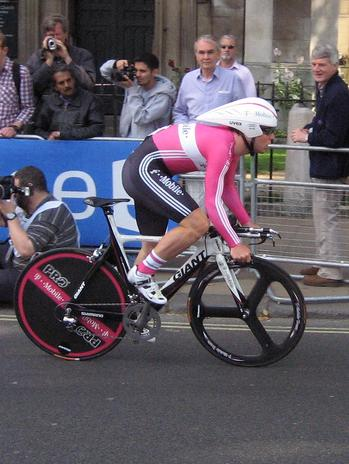
Mark Cavendish im Prolog der Tour de France 2007

Im Jahr 2007 erhielt Cavendish im Alter von 21 Jahren einen regulären Profivertrag bei T-Mobile-Team. Seinen ersten Sieg feierte er beim Scheldeprijs, wo er sich im Sprint vor dem mehrfachen Tour-de-France-Etappensieger Robbie McEwen durchsetzte. Im Anschluss gewann er zwei Etappen und die Punktewertung der Vier Tage von Dünkirchen, ehe er bei der Katalonien-Rundfahrt seine ersten Etappen bei einem Rennen der UCI ProTour für sich entschied, die damals die höchste Rennserie des Straßenradsports darstellte. Nach einem weiteren Etappensieg bei der Ster Elektrotoer, wurde er erstmals für die Tour de France nominiert. Beim flachen Auftakt der Frankreich-Rundfahrt kollidierte Cavendish unweit des Ziels mit einem Zuschauer und verlor den Anschluss zum Hauptfeld, nachdem er sein defektes Rad tauschen musste. Er erreichte das Ziel mit einem Rückstand von mehr als zwei Minuten und stürmte im Anschluss zum Teambus, wo er sein Rad aus Zorn über den verpassten Sprint zu Boden warf. Nachdem er auf der dritten und vierten Etappe als Neunter und Zehnter über den Zielstrich gefahren war, verließ er die Rundfahrt bereits am achten Etappentag. In der zweiten Saisonhälfte gewann er jeweils eine Etappe der Dänemark-Rundfahrt und Eneco Tour und zwei Etappen der Tour of Britain, wobei er bei allen drei Etappenrennen die Punktewertung für sich entschied. Bei seinem letzten Saisonrennen, dem Circuit Franco-Belge, holte er seinen elften Saisonsieg und gewann die Nachwuchswertung vor dem Belgier Philippe Gilbert.
Im Herbst des Jahres 2007 bestritt Mark Cavendish in Gent sein erstes Sechstagerennen mit dem Briten Bradley Wiggins, der im Jahr 2004 Olympiasieger in der Einerverfolgung geworden war. In Peking belegten die beiden am Ende des Jahres den zweiten Rang im Madison-Bewerb des UCI-Bahnrad-Weltcups. Wenige Monate später gingen das Duo bei den Bahnradsport-Weltmeisterschaften 2008 in Manchester an den Start und holte den Weltmeistertitel im Madison. Am Tag zuvor hatte Mark Cavendish im Punktefahren nur den 14. Rang belegt.

### Team Columbia: Aufstieg zum Sprint-Dominator (2008–2011)

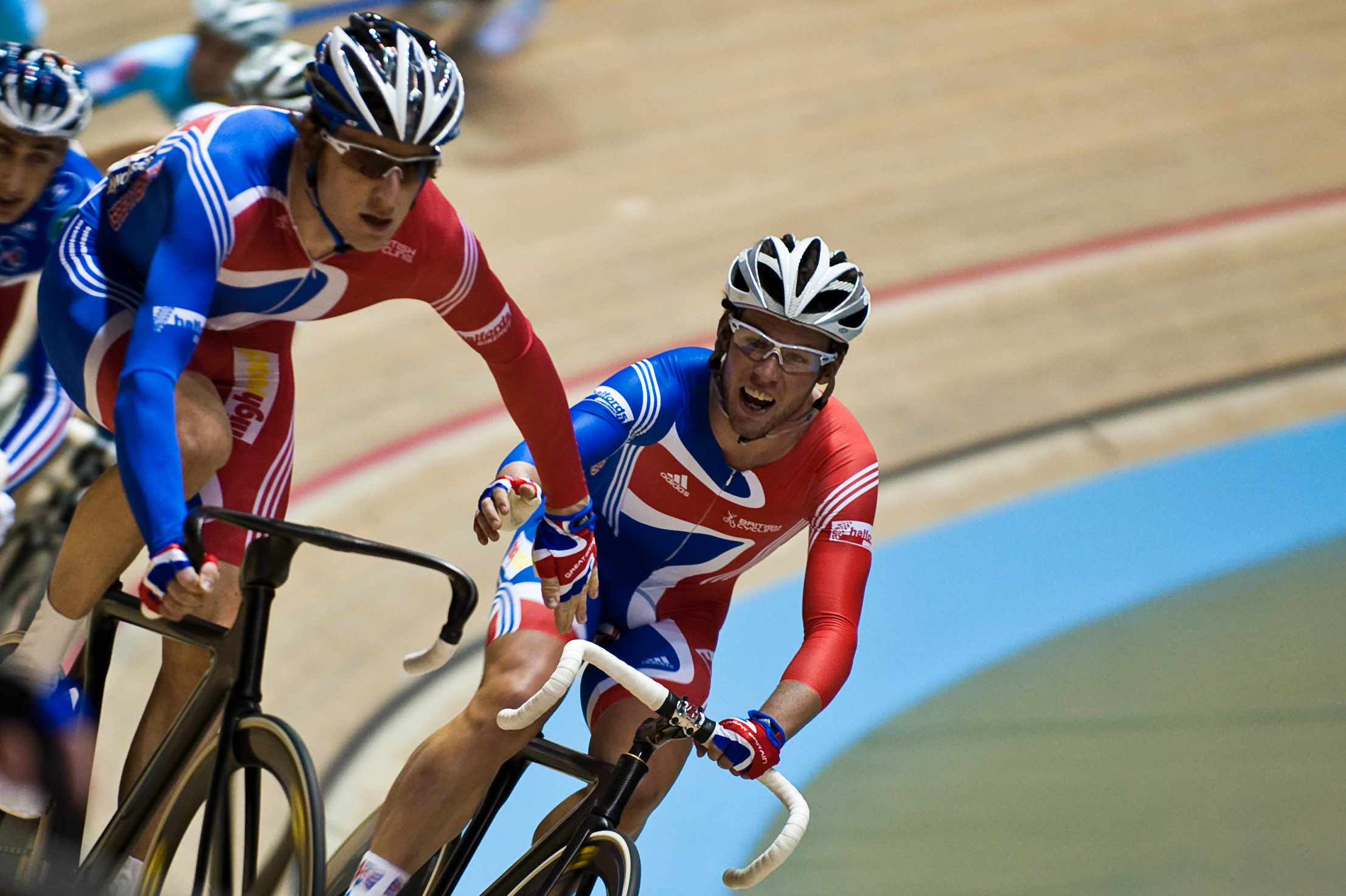
Bradley Wiggins (links) und Mark Cavendish (rechts) sichern sich bei den Bahnradsport-Weltmeisterschaften 2008 den Titel im Madison. Bei den Olympischen Spielen von Peking verpassen sie jedoch eine Medaille

Im Jahr 2008 dauerte es bis in den April, ehe Mark Cavendish seinen ersten Saisonsieg für seine Mannschaft holte, die nun unter dem Namen Team Columbia fuhr. Nach zwei Etappensiegen bei den Driedaagse De Panne-Koksijde, wiederholte er seinen Erfolg beim Scheldeprijs, wobei er sich erst auf den letzten Metern an dem Belgier Tom Boonen vorbeischob, der die Arme zu früh in die Luft gerissen hatte. In Vorbereitung auf den Giro d’Italia gewann Cavendish den Prolog der Tour de Romandie und trug das Führungstrikot der Schweizer Rundfahrt für einen Tag. Beim Giro d’Italia 2008 feierte er in seiner zweiten Saison als Profi seinen ersten Grand-Tour-Etappensieg, als er die 4. Etappe im Massensprint vor dem Deutschen Robert Förster gewann. Auf der 13. Etappe folgte sein zweiter Etappensieg, ehe er seinem Anfahrer André Greipel den Tagessieg auf der 17. Etappe überließ. Nachdem er erneut die Ster Elektrotoer bestritten hatte, bei der er einen weiteren Abschnitt gewann, ging Mark Cavendish bei seiner zweiten Tour de France an den Start. Auf der 5. Etappe setzte er sich in Châteauroux vor dem Spanier Óscar Freire und dem Deutschen Erik Zabel durch und siegte somit erstmals beim größten Radrennen der Welt. Im Anschluss konnte der 23-jährige Brite auch die Massensprints von Toulouse, Narbonne und Nîmes gewinnen und war mit vier Etappensiegen der erfolgreichste Fahrer der 95. Austragung, obwohl er die Rundfahrt bereits im Vorfeld der 15. Etappe verließ. Im August ging er gemeinsam mit Bradley Wiggins bei den Olympischen Spielen von Peking im Madison an den Start. Die beiden konnten ihrer Favoritenrolle jedoch nicht gerecht werden und belegten nur den neunten Rang, wobei Mark Cavendish die Leistung seines Kollegen kritisierte. Die beiden sprachen im Anschluss für mehrere Monate kein Wort miteinander. Am Ende der Saison gewann Mark Cavendish auf der Straße jeweils drei Etappen der Tour of Ireland und Tour of Missouri.

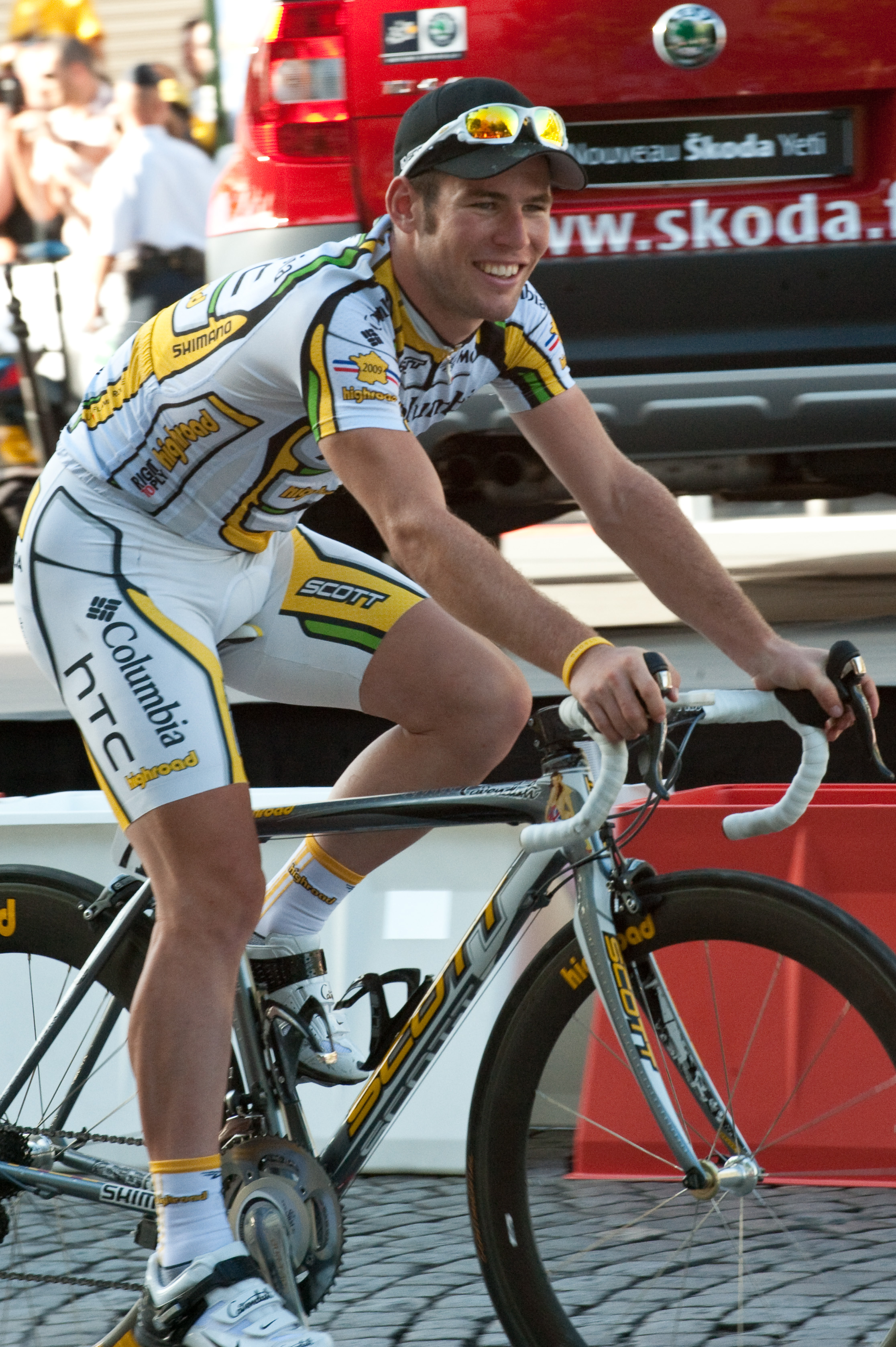
Mark Cavendish gewinnt sechs Etappen der Tour de France 2009

Im Frühjahr der Saison 2009 feierte Mark Cavendish seine ersten Saisonsieg bei der Katar-Rundfahrt und Kalifornien-Rundfahrt, wobei er jeweils zwei Etappen im Massensprint gewann. Mit dem Australier Mark Renshaw erhielt er einen neuen Anfahrer, während sich André Greipel ebenfalls zu einem Top-Sprinter entwickelte. Der Deutsche hatte bei der Nominierung für die großen Rennen gegenüber Mark Cavendish jedoch meist das Nachsehen. Nachdem er sich eine Etappe der Fernfahrt Tirreno–Adriatico gesichert hatte, ging Mark Cavendish erstmals bei Mailand–Sanremo an den Start. Dieses Monument des Radsports hatte sich in den vorangegangenen Jahren zum Klassiker der Sprinter entwickelt, wenngleich kurz vor dem Ziel mit dem Poggio ein kurzer, flacher Anstieg befahren werden musste. Nach der Schlusssteigung formierte sich auf den letzten flachen Kilometern eine rund 40 Fahrer umfassende Gruppe, in der auch Mark Cavendish und sein Teamkollege George Hincapie vertreten waren. Der US-Amerikaner hielt das Tempo auf dem letzten Kilometer hoch, doch Heinrich Haussler griff dennoch rund 350 Meter vor dem Ziel an und konnte einen kleinen Vorsprung herausfahren. Da sein Teamkollege die Lücke nicht schließen konnte, fuhr Mark Cavendish ans Hinterrad des Australiers. Auf den letzten Metern fuhr er aus dessen Windschatten und schob sein Rad um wenige Zentimeter als Erster über die Ziellinie. Im weiteren Saisonverlauf gewann Cavendish zwei Etappen der Driedaagse De Panne-Koksijde, ehe er den Giro d’Italia 2009 in Angriff nahm. Bei seiner zweiten Italien-Rundfahrt setzte er sich mit seinen Teamkollegen im Mannschaftszeitfahren der 1. Etappe durch und durfte sich die Maglia Rosa übersteifen, da er den Zielstrich als Erster Fahrer seiner Mannschaft überquert hatte. Nachdem er sich im Sprint der 2. Etappe dem ItalienerAlessandro Petacchi geschlagen geben musste, gewann er drei Etappen und verließ die Rundfahrt im Vorfeld der 14. Etappe, die die Fahrer in die Alpen führte. Nach zwei Etappensiegen bei der Tour de Suisse dominierte er die Sprints der Tour de France 2009 und gewann sechs der 21 Etappen. Damit setzte er sich auf allen Abschnitten durch, die in einem Massensprint endeten. Zudem trug er für acht Tage das Grüne Trikot des Führenden in der Punktewertung und musste sich in dieser Sonderwertung schlussendlich nur mit zehn Punkten Rückstand dem Norweger Thor Hushovd geschlagen geben. Für einen gebührenden Abschluss sorgte er auf der letzten Etappe, als er erstmals den Sprint auf der Champs Élysées gewann. Am Ende der Saison feierte er weitere Erfolge beim Sparkassen Giro und bei den Etappenrennen der Tour of Ireland und Tour of Missouri.

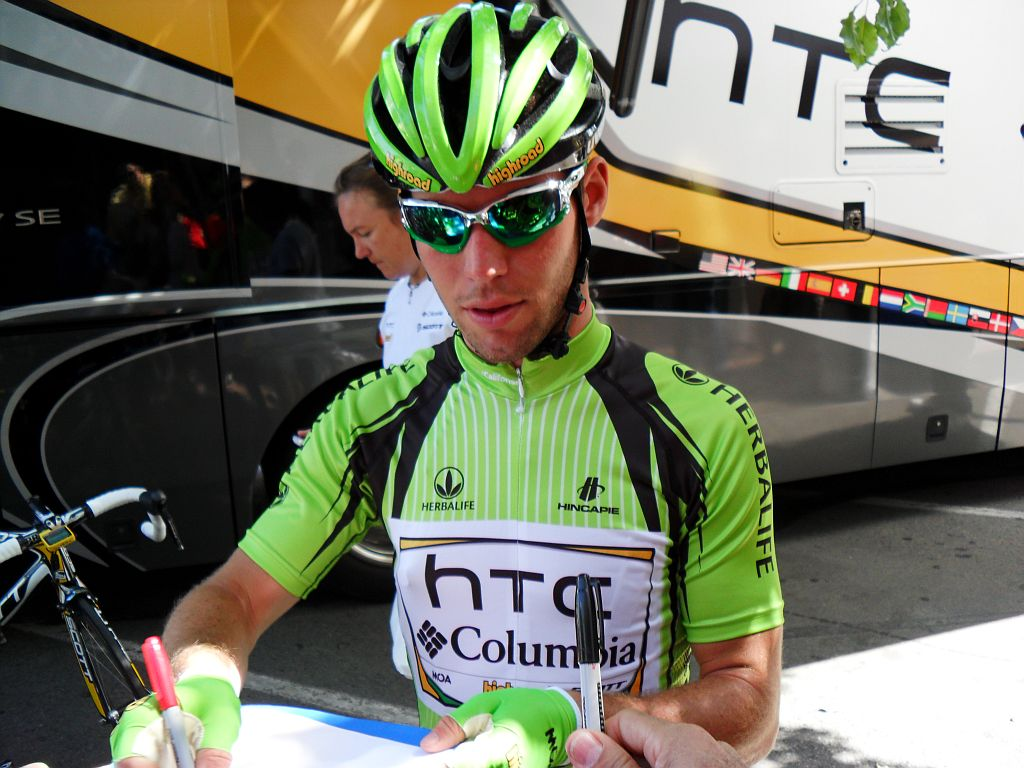
Cavendish im Grünen Trikot der Kalifornien-Rundfahrt 2010

Aufgrund von Zahnproblemen feierte Mark Cavendish seinen ersten Saisonerfolg im Jahr 2010 erst im März, als er eine Etappe der Katalonien-Rundfahrt gewann. Im Vorfeld der Tour de France 2010 konnte er mit jeweils einem Etappenerfolg bei der Tour de Romandie und Kalifornien-Rundfahrt nur zwei weitere Tagessiege feiern. Bei seinem Etappensieg zeigte er eine unangebrachte Geste, die sich gegen seine Kritiker richtete; daher wurde er von seinem Team aus dem Rennen genommen. Bei der Tour de Suisse verursachte Cavendish einen Sturz, als er im Sprint seine Spur verließ und mit Heinrich Hausler kollidierte. Der Australier zog sich bei dem Sturz eine tiefe Schnittwunde am Arm zu. Mark Cavendish blieb hingegen weitgehend unverletzt, erhielt jedoch eine Geldstrafe von 200 Schweizer Franken und wurde aus der Punktewertung gestrichen. Auf der 1. Etappe der Tour de France war Cavendish in einen von zahlreichen Stürzen involviert, konnte das Rennen jedoch fortsetzen. Nachdem er auch auf der 4. Etappe mit Platz zwölf hinter seinen Erwartungen zurückblieb, gewann er den Massensprint der 5. Etappe. Am folgenden Tag war er erneut erfolgreich und konnte schlussendlich insgesamt fünf Etappen bei seiner dritten Tour de France gewinnen. Dabei siegte er wie im Vorjahr auf der Champs Élysées. Im Kampf um das Grüne Trikot fehlten ihm diesmal elf Punkte auf den Italiener Alessandro Petacchi. Im Anschluss an die Tour de France ging Cavendish erstmals bei der Vuelta a España an den Start, wobei er nach dem Sieg im Mannschaftszeitfahren das Rote Führungstrikot übernahm. Nach mehreren Podiumsplätzen gewann er drei Etappen und setzte sich in der Punktewertung durch. Am Ende der Saison bestritt er seine ersten Straßenradsport-Weltmeisterschaften der Elite-Klasse, erreichte das Ziel auf dem hügligen Parcours von Geelong jedoch nicht. Als letztes Saisonrennen bestritt er das Straßenrennen der Commonwealth Games und verpasste als siebter eine Medaille.

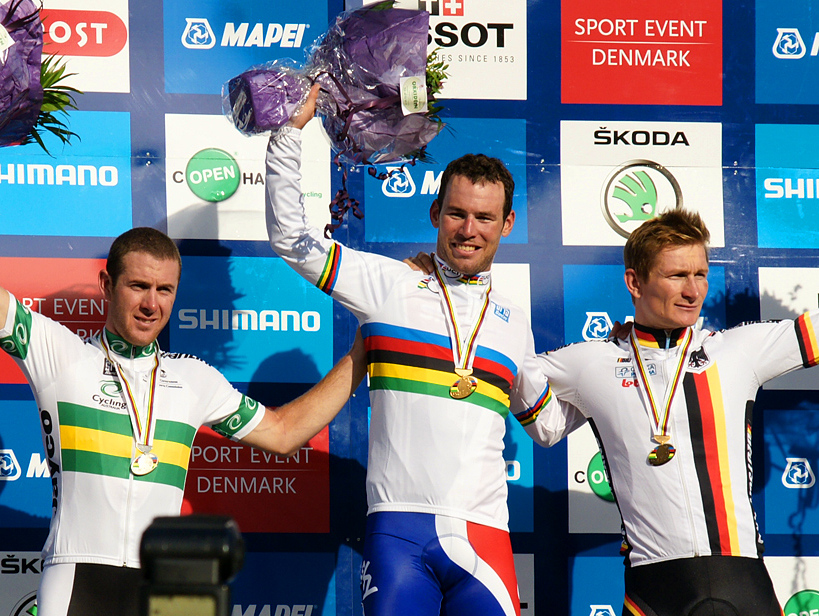
Mark Cavendish (Mitte) gewinnt die Straßenradsport-Weltmeisterschaften 2011 vor Matthew Goss (links) und André Greipel (rechts)

Ähnlich wie in der Saison zuvor konnte Mark Cavendish im Frühjahr 2011 nicht überzeugen und gewann nur eine Etappe der Tour of Oman. Beim Scheldeprijs konnte er seinen zweiten Saisonerfolg einfahren, ehe er beim Giro d’Italia an den Start ging. Mit seinen Teamkollegen setzte er sich erneut im Mannschaftszeitfahren durch, wobei sein älterer Teamkollege Marco Pinotti die Maglia Rosa erhielt. Bereits am zweiten Tag übernahm er nach einem Etappensieg jedoch das Rosa Trikot, das er am folgenden Tag wieder abgab. Nach zwei weiteren Etappensiegen verließ er die Italien-Rundfahrt, bevor es in die Alpen ging. Nach der Tour de Suisse ging Cavendish erneut bei der Tour de France an den Start, wobei er die Punktewertung als Ziel ausgab. Auf der 5. Etappe feierte er seinen ersten Tagessieg, ehe nach zwei weiteren Etappensiegen auf der 11. Etappe das Grüne Trikot übernahm. Nach der 15. Etappe, die er ebenfalls im Massensprint gewann, betrug sein Vorsprung auf seinen ersten Verfolger 37 Punkte, ehe es in die Alpen ging. Die 18. Etappe beendete er gemeinsam mit 80 weiteren Fahrer außerhalb des Zeitlimits, durfte das Rennen jedoch fortsetzen. Im Kampf um das Grüne Trikot wurden ihm jedoch 20 Punkte abgezogen, womit er nur noch 15 Punkte vor José Joaquín Rojas lag, der keine Strafe erhielt. Auf den letzten Etappen konnte der Spanier jedoch keine Punkte gutmachen und Cavendish fixierte den Sieg in der Punktewertung mit seinem dritten Erfolg auf der Champs Élysées. Nach der Tour de France gewann Mark Cavendish die 1. Austragung der London Surrey Cycle Classic, ehe er die Vuelta a España ohne Etappensieg bereits auf der 4. Etappe aufgab. Nachdem er zwei Abschnitte der Tour of Britain gewonnen hatte, ging Cavendish als Mitfavorit bei den Straßenradsport-Weltmeisterschaften in Kopenhagen an den Start. Nach 266 Kilometern setzte er sich im Massensprint auf der leicht ansteigenden Zielgeraden durch und krönte sich nach Tom Simpson im Jahr 1965 zum zweiten britischen Weltmeister. Bereits am 4. August wurde die Auflösung des Teams HTC-Highroad (ehemals Team T-Mobile) bekannt gegeben, womit sich Mark Cavendish nach fünf Jahren nach einem neuen Team umsehen musste.

### Team Sky: Im Schatten der Klassement-Fahrer (2012)

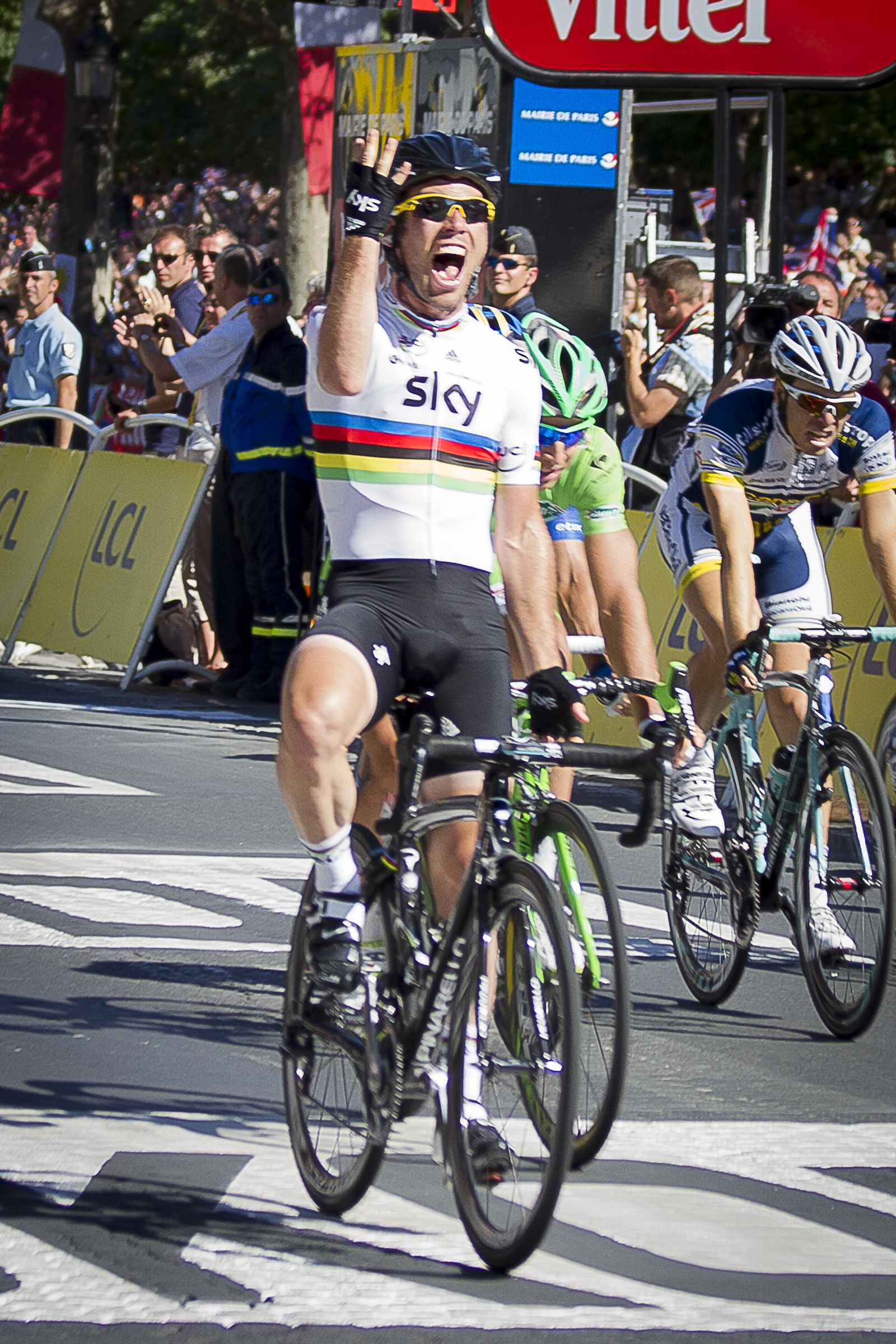
Mark Cavendish gewinnt zum vierten Mal in Folge den Sprint auf der Champs Élysées

Der Wechsel von Mark Cavendish zum britischen Team Sky wurde am 11. Oktober 2012 bekanntgegeben. Sein Debüt für seine neue Mannschaft gab der amtierende Weltmeister bei der Katar-Rundfahrt, wo er zwei Massensprints gewinnen konnte. Nachdem er bei der Tour of Oman sieglos geblieben war, ging er bei dem belgischen Kopfsteinpflaster-Rennen Kuurne–Brüssel–Kuurne an den Start, das er im Sprint aus einer großen Gruppe vor dem Weißrussen Jauheni Hutarowitsch gewann. Nach einem weiteren Etappensieg bei Tirreno–Adriatico, bestritt Cavendish mit Mailand–Sanremo, Dwars door Vlaanderen und Gent–Wevelgem drei große Eintagesrennen, wobei er ohne Top-Resultat blieb. Beim Giro d’Italia setzte er sich dreimal im Massensprint durch und trug für zehn Tage das Rote Trikot des Führenden in der Punktewertung. Dieses musste erst am vorletzten Tag an den Spanier Joaquim Rodríguez abgeben, der die Sonderwertung schlussendlich mit nur einem Punkt Vorsprung gewann. Zwischen dem Giro d’Italia und der Tour de France bestritt Mark Cavendish mit der Ster ZLM Toer nur ein Rennen, bei dem er zwar keine Etappe, dafür aber die Gesamtwertung gewinnen konnte. Bei der Tour de France setzte sich Cavendish auf der 2. und 18. Etappe im Massensprint durch, ehe er zum vierten Mal in Folge den abschließenden Sprint auf der Champs Élysées für sich entschied. Auf der letzten Etappe fuhr ihm dabei sein Teamkollege Bradley Wiggins den Sprint an, der als Erster britischer Fahrer die Gesamtwertung der Tour de France gewann. Eine Woche nach der Frankreich-Rundfahrt verpasste Mark Cavendish im Straßenrennen mit Platz 29 eine Medaille bei den Olympischen Spielen von London. Nachdem er eine Etappe der Dänemark-Rundfahrt gewonnen hatte, gab er am 8. September einen Tag vor der Tour of Britain bekannt, das Team Sky verlassen zu wollen. Er gewann drei Etappen der Tour of Britain und ging bei den Straßenradsport-Weltmeisterschaften in der Provinz Limburg an den Start, wobei er seinen Titel auf dem hügeligen Parcours nicht verteidigen konnte.
Am Ende der Saison 2012 löste Mark Cavendish seinen Dreijahresvertrag beim Team Sky nach nur einem Jahr auf, um sich eine neue Mannschaft zu suchen. In späteren Interviews meinte er das sein Wechsel zum Team Sky ein Fehler gewesen sei, den er nicht nochmal machen würde. Trotz seiner 15 Etappensiege meinte er, dass er deutlich mehr hätte gewinnen können, wenn er mehr Freiheiten von seiner Mannschaft bekommen hätte, die sich jedoch auf das Gesamtklassement konzentrierte.

### Omega Pharma-Quick-Step: Rückkehr zur Sprintdominanz (2013–2015)

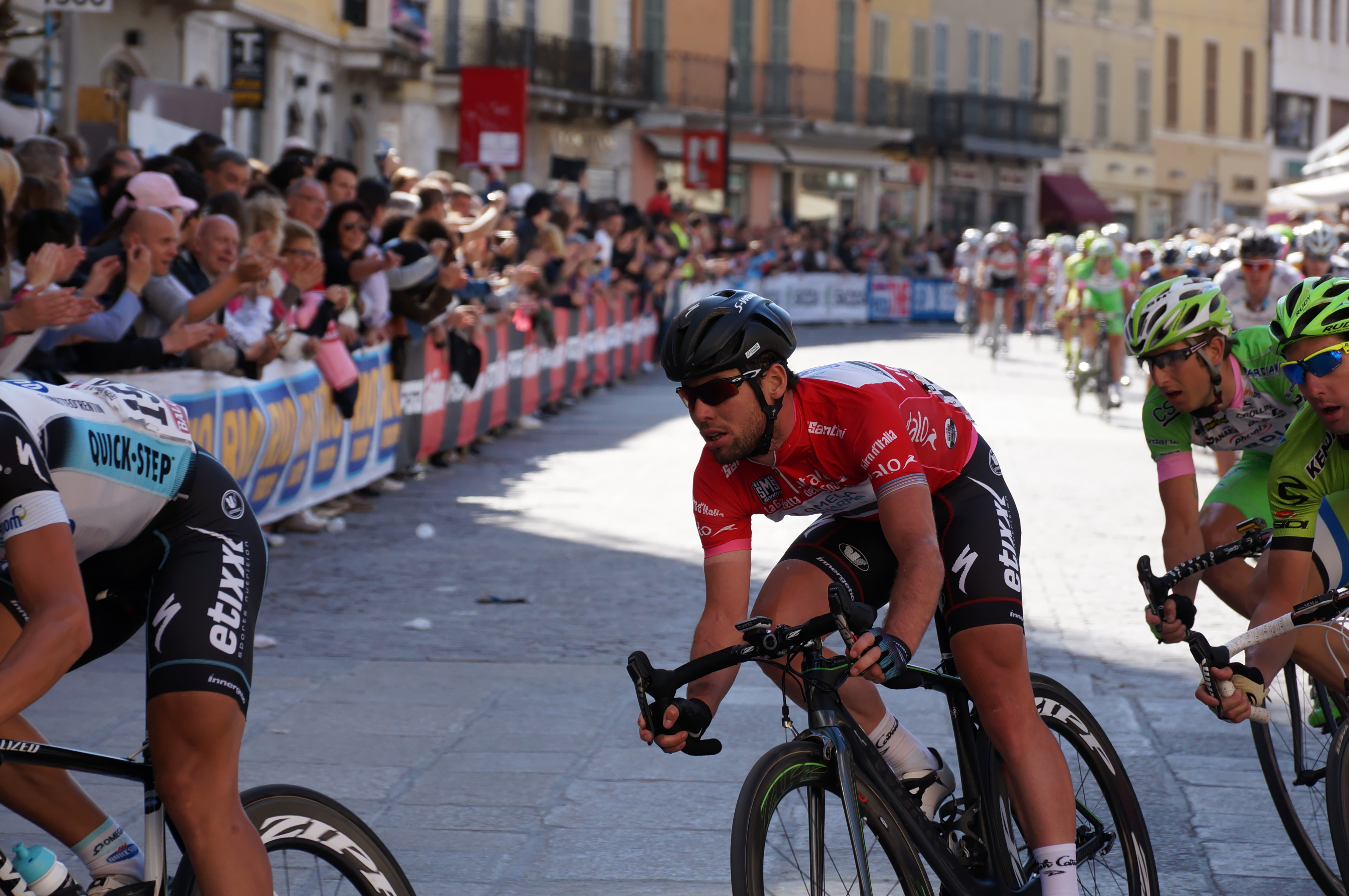
Mark Cavendish gewinnt die Punktwertung des Giro d’Italia 2013

Nach nur einer Saison beim britischen Team Sky unterschrieb Mark Cavendish einen Dreijahresvertrag beim belgischen Omega Pharma-Quick-Step Team. Bei der Tour de San Luis gewann er sein erstes Saisonrennen, ehe er vier der sechs Etappen der Katar-Rundfahrt für sich entschied und neben der Gesamtwertung auch die Punktewertung des Rennens gewann. Bei Tirreno–Adriatico setzte er sich mit seinen Teamkollegen im Mannschaftszeitfahren der ersten Etappe durch und trug für drei Tage das Blaue Trikot des Gesamtführenden. Nach Platz neun bei Mailand–Sanremo und einem Etappensieg bei den Driedaagse De Panne-Koksijde, unterlag er jedoch dem Deutschen Marcel Kittel beim Scheldeprijs. Im Mai ging er beim Giro d’Italia 2013 an den Start und gewann den Massensprint der 1. Etappe in Neapel, womit er das Rosa Trikot eroberte. Dieses musste er jedoch bereits am zweiten Etappentag abgeben, ehe er vier weitere Etappen für sich entschied und sich so am letzten Tag in der Punktewertung durchsetzte. In Vorbereitung auf die Tour de France wurde er im Alter von 28 Jahren erstmals britischer Meister im Straßenrennen. Bei der Tour de France 2013 konnte Mark Cavendish zwei Etappen gewinnen, wobei er sich erstmals im Sprint auf der Champs Élysées geschlagen geben musste. Am Ende der Saison gewann er eine Etappe der Dänemark-Rundfahrt und drei Etappen der Tour of Britain.

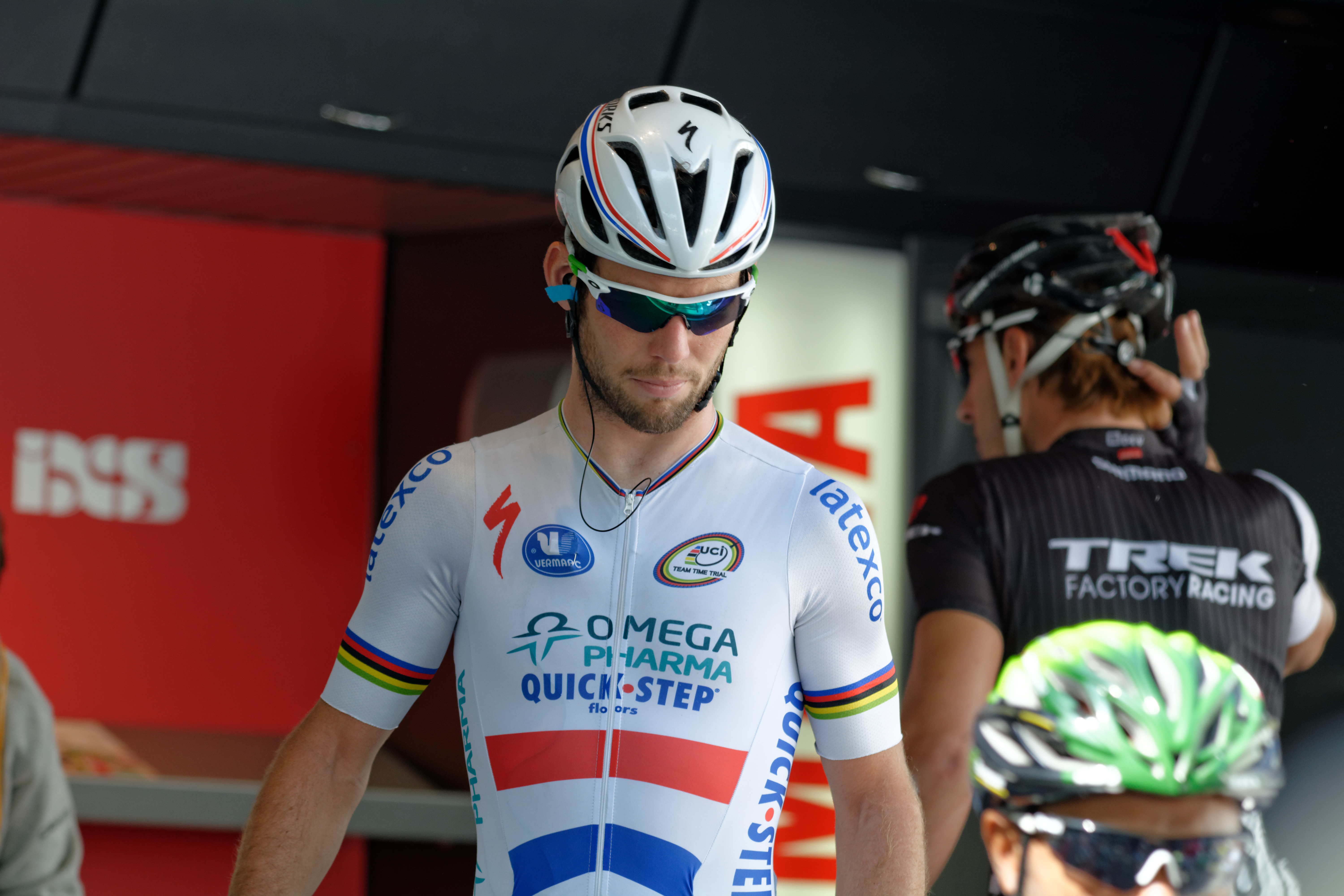
Mark Cavendish im Trikot des britischen Meisters

Im Jahr 2014 feierte Cavendish seinen ersten Saisonsieg bei der Algarve-Rundfahrt, ehe er erneut das Führungstrikot bei Tirreno–Adriatico trug. Zudem konnte er diesmal einen Massensprint der italienischen Fernfahrt gewinnen. Bei Mailand–Sanremo ging er als Teil der Spitzengruppe auf die Zielgerade, musste sich beim Sieg von Alexander Kristoff jedoch mit dem fünften Platz begnügen. Aufgrund einer Erkrankung verpasste er die belgischen Frühjahresklassiker und ging stattdessen bei der Türkei-Rundfahrt an den Start, wo er vier der acht Etappen gewann und die Punktewertung für sich entschied. Im Anschluss bestritt er die Kalifornien-Rundfahrt und entschied die erste und letzte Etappe für sich, bevor er in Vorbereitung auf die Frankreich-Rundfahrt eine Etappe der Tour de Suisse gewann. Wegen einer Bronchitis ging er nicht an den Start der nationalen Meisterschaften und bereitete sich stattdessen auf die Tour de France vor, die mit einem flachen Abschnitt im britischen Harrogate zu Ende ging. Auf der 1. Etappe galt der endschnelle Cavendish als Mitfavorit, womit er erstmals das Gelbe Trikot hätte erobern können. Im Zielsprint geriet er jedoch mit Simon Gerrans aneinander, was zu einem Sturz der beiden Fahrer führte. Mark Cavendish zog sich dabei eine Luxation des Schultereckgelenks mit Bänderschaden zu und gab die Rundfahrt noch vor der 2. Etappe auf. Nach seiner Genesung gewann er zwei Etappen und die Punktewertung der Tour du Poitou-Charentes.

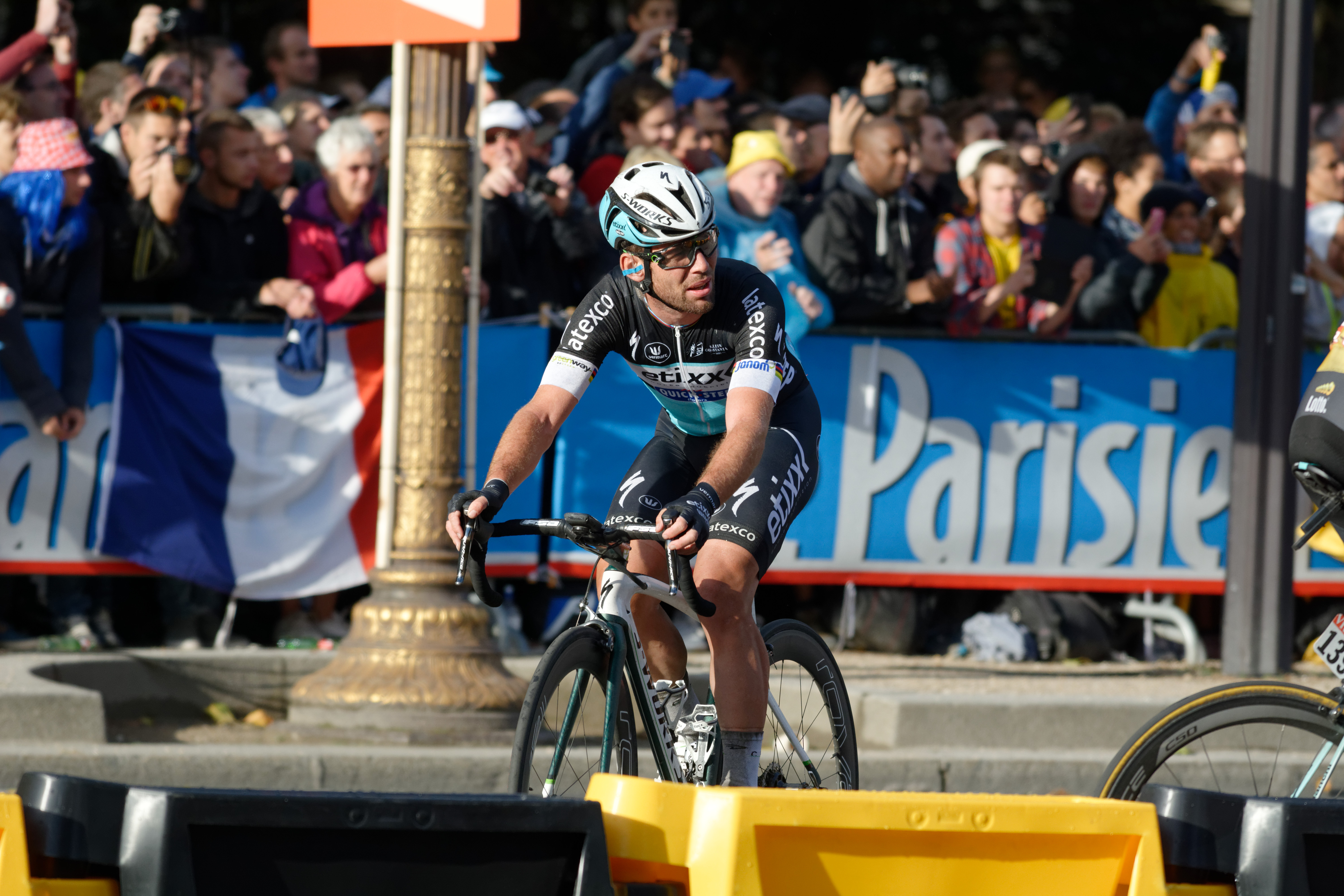
Mark Cavendish auf der Champs Élysées bei der Tour de France 2015

Im Frühjahr der Saison 2015 war Cavendish bei mehreren Rennen erfolgreich. Nach einem Etappensieg bei der Tour de San Luis gewann er zwei Etappen, die Punktewertung und die Gesamtwertung der Dubai Tour. Nachdem er das spanische Eintagesrennen der Clásica de Almería für sich entscheid, siegte er zum zweiten Mal bei Kuurne–Brüssel–Kuurne. Im weiteren Saisonverlauf ging er erneut bei der Türkei-Rundfahrt und Kalifornien-Rundfahrt an den Start, wo er drei bzw. vier Etappen gewann und sich bei beiden Rennen in der Punktewertung durchsetzte. Bei den britischen Meisterschaften belegte er wenige Tage vor dem Start der Tour de France den zweiten Rang. Bei seiner neunten Frankreich-Rundfahrt konnte er zwar erneut eine Etappe gewinnen, hatte jedoch meist gegenüber dem Deutschen André Greipel das Nachsehen, der vier Etappen gewinnen konnte.
Bereits im September wurde bekannt gegeben, das Mark Cavendish seinen abgelaufenen Dreijahresvertrag nicht verlängern würde. In seiner Zeit bei der von Patrick Lefevere geführten Quick-Step-Mannschaft ging der Brite auch weiterhin bei Wettkämpfen auf der Bahn an den Start und gewann im Jahr 2014 das Zürcher Sechstagerennen. Zusammen mit Bradley Wiggins setzte er sich im Jahr 2015 bei der ersten Station der Revolution Cycling Series im Derby Velodrome durch.

### Team Dimension Data: Gelbes Trikot und Erkrankung (2016–2019)

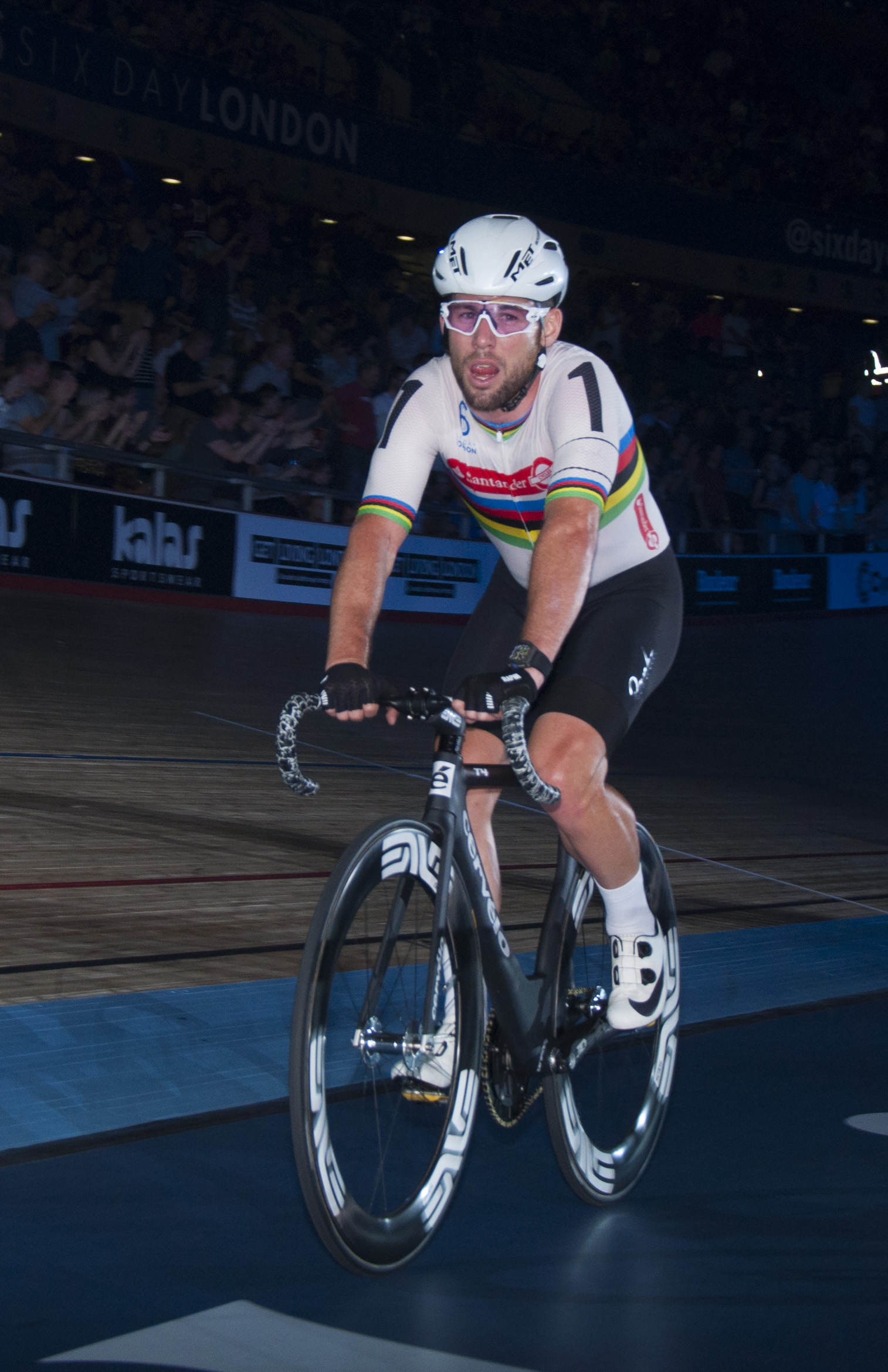
Cavendish im Regenbogentrikot des Madison-Weltmeisters

Am 29. September 2015 wurde der Wechsel von Mark Cavendish zum südafrikanischen Team Dimension Data bestätigt, wo es zur Wiedervereinigung mit seinen ehemaligen Teamkollegen Mark Renshaw und Bernhard Eisel kam. Die Mannschaft die in den vorangegangenen Jahren unter dem Namen MTN-Qhubeka gefahren war, stieg zugleich zu einem UCI WorldTeam auf und war somit bei den größten Rennen des Straßenradsports startberechtigt. Neben der Tour de France gab Cavendish die Bahnbewerbe der Olympischen Spiele von Rio de Janeiro als sein großes Saisonziel aus. Im Januar ging er beim UCI-Bahnrad-Weltcup in Hongkong an den Start und wurde gemeinsam mit Oliver Wood, Kian Emadi-Coffin und Christopher Latham Dritter der Mannschaftsverfolgung, ehe er im Omnium den vierten Platz belegte. Anfang März ging Cavendish bei den Bahnradsport-Weltmeisterschaften an den Start. Nachdem er im Omnium als Sechster eine Medaille verpasst hatte, gewann er gemeinsam mit seinem ehemaligen Team-Sky-Kollegen Bradley Wiggins zum dritten Mal den Weltmeistertitel im Madison.
Seinen ersten Sieg auf der Straße feierte Cavendish bei der Katar-Rundfahrt, wo er nach dem Sieg auf der Auftaktsetappe auch die Gesamtwertung für sich entschied. Nachdem er sich beim Scheldeprijs nur dem Deutschen Marcel Kittel geschlagen geben musste, feierte er jeweils einen Etappensieg bei der Kroatien-Rundfahrt und Kalifornien-Rundfahrt, ehe er im Straßenrennen der britischen Meisterschaften hinter Adam Blythe Zweiter wurde. Bei der Tour de France 2016 gewann Mark Cavendish die 1. Etappe im Massensprint vor Marcel Kittel und konnte sich so erstmals das Gelbe Trikot übersteifen. Zwar musste er dieses am folgenden Tag an den Weltmeister Peter Sagan abgeben, doch der zwischenzeitlich 31-jährige Brite konnte im Anschluss drei weitere Etappen für sich entscheiden. Am zweiten Ruhetag verließ er die Frankreich-Rundfahrt um sich auf die Olympischen Spiele vorzubereiten, wo er im Omnium an den Start ging.
Bei den Olympischen Spielen belegte Mark Cavendish hinter dem Italiener Elia Viviani den zweiten Rang und holte somit erstmals eine Medaille. Am Ende der Saison bestritt er gemeinsam mit Bradley Wiggins zwei Sechstagerennen, wobei das Duo in London Zweiter wurde und in Gent gewann. Auf der Straße verpasste Mark Cavendish in Doha seinen zweiten Weltmeistertitel, nachdem er sich im Sprint nur dem Slowaken Peter Sagan geschlagen geben musste, der seinen Titel aus dem Vorjahr verteidigte. Bei der anschließenden Abu Dhabi Tour gewann Cavendish zwei Etappen und die Punktewertung.

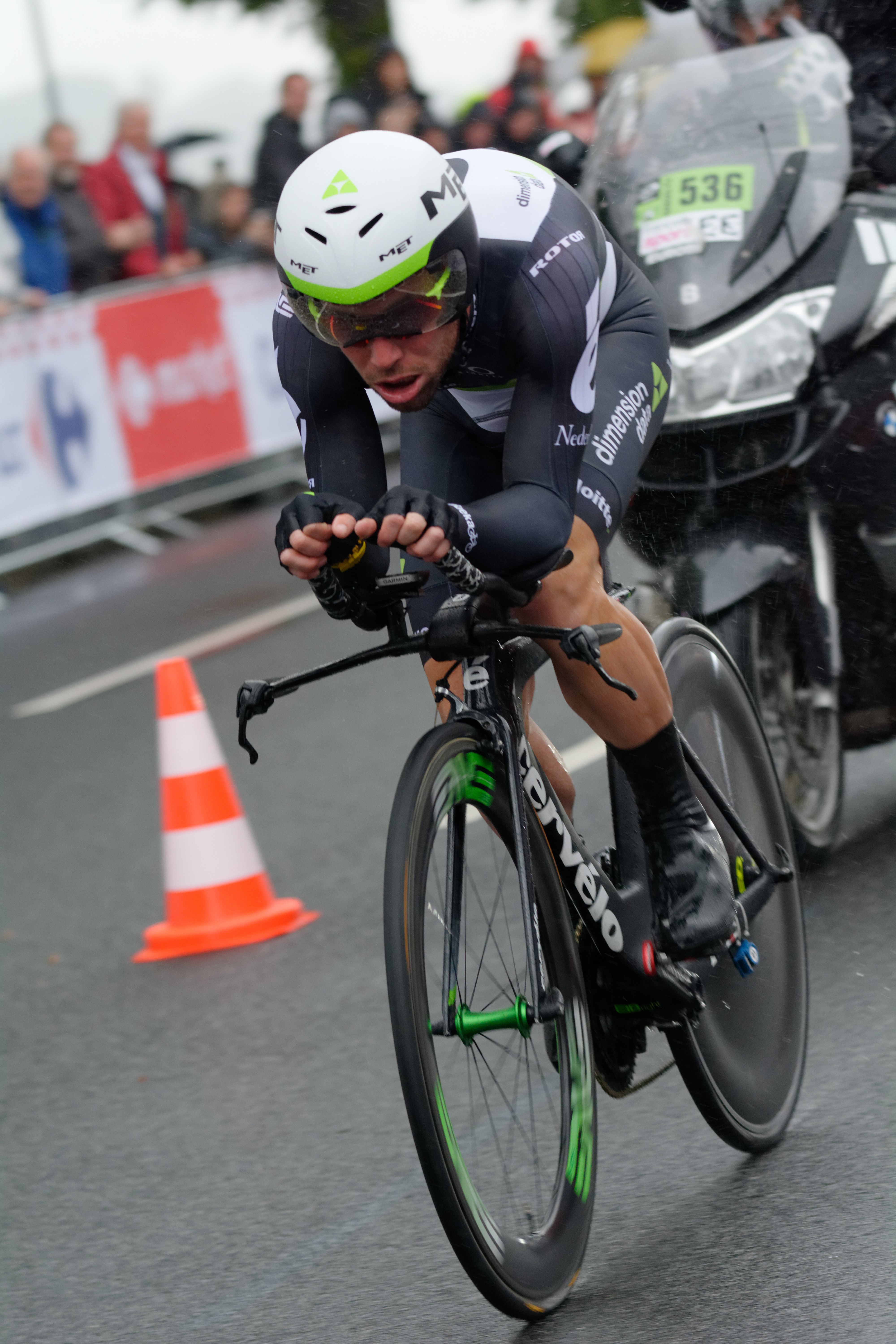
Mark Cavendish im Zeitfahren der Tour de France 2017

Nach seinen Erfolgen im Vorjahr konnte Mark Cavendish ab dem Jahr 2017 nicht an seine früheren Leistungen anschließen. Nachdem er im Frühjahr eine Etappe und die Punktewertung der Abu Dhabi Tour gewonnen hatte, folgte nach seiner Teilnahme bei Mailand–Sanremo eine längere Rennpause, wobei zunächst eine Verletzung im rechten Knöchel als Ursache genannt wurde. Am 12. April wurde jedoch von Seiten des Teamarztes Jarrad van Zuydam bekanntgegeben, dass bei Cavendish Pfeiffersches Drüsenfieber diagnostiziert wurde. Da es keine spezielle Behandlung gegen das auslösende Epstein-Barr-Virus gibt, galt der Zeitpunkt der Rückkehr des Briten in den Rennbetrieb als unklar. Am 15. Juni bestritt Mark Cavendish im Rahmen der Slowenien-Rundfahrt sein erstes Rennen nach der Erkrankung. Im Anschluss ging er bei der Tour de France an den Start, musste die Rundfahrt jedoch bereits nach der 4. Etappe aufgrund eines Sturzes im Zielsprint beenden. Der Sturzhergang führte zu einer Untersuchung der UCI, der den Ausschluss von Peter Sagan zur Folge hatte. Mark Cavendish brach sich bei dem Sturz das rechte Schulterblatt und kehrte erst im September bei der Tour of Britain ins Fahrerfeld zurück.
Im Jahr 2018 konnte Mark Cavendish mit der dritten Etappe der Dubai Tour nur ein Rennen gewinnen. Nachdem er sich bei der anschließenden Abu Dhabi Tour eine Gehirnerschütterung und ein Schleudertrauma zugezogen hatte, kam er bei Mailand–Sanremo schwer zu Sturz, als er im Finale bei hoher Geschwindigkeit in einen Verkehrsteiler fuhr. Dabei überschlug sich der Brite und kam mit dem Rücken auf der Straße auf, wobei er einen Rippenbruch und eine Knöchelverletzung erlitt. Nach seiner Genesung konnte Cavendish bei den nachfolgenden Rennen nicht überzeugen, wurde jedoch für die Tour de France 2018 nominiert. Auf der 11. Etappe verpasste er das vorgegebene Zeitlimit und musste die Frankreich-Rundfahrt ohne Etappensieg verlassen.
Nachdem er auch im Frühjahr der Saison 2019 keinen Sieg einfahren konnte, gab das Team Dimension Data am 11. Mai bekannt, dass Mark Cavendish seine Krankheit nach rund zwei Jahren überstanden hatte. Dies spiegelte sich jedoch nicht in seine Resultaten wider. Aufgrund seiner Leistungen wurde er erstmals seit dem Jahr 2006 nicht für die Tour de France nominiert. Er bestritt in jenem Jahr auch keine andere Grand Tour.

### Team Bahrain-McLaren: Karrieretiefpunkt (2020)
Nach zwei weitgehend erfolglosen Saisonen wechselte Mark Cavendish in der Saison 2020 zum Team Bahrain-McLaren, das unter der Leitung von Rod Ellingworth stand, der Cavendish bereits beim Team Sky betreut hatte. In der durch die COVID-19-Pandemie beeinflussten Saison konnte er jedoch kein Top-Resultat erzielen und wurde auch für keine Grand Tour nominiert. Am 11. Oktober meinte er in einem emotionalen Interview im Ziel von Gent–Wevelgem, dass er heute vielleicht sein letztes Rennen bestritten habe. Zwar ging er im Anschluss beim Scheldeprijs, der Flandern-Rundfahrt und den Driedaagse Brugge-De Panne an den Start, doch am 9. November wurde bekanntgegeben, dass das Team Bahrian-Mclaren seinen Vertrag nicht verlängern würde.

### Team Quick-Step: weitere Tour-de-France-Etappensiege (2021–2022)

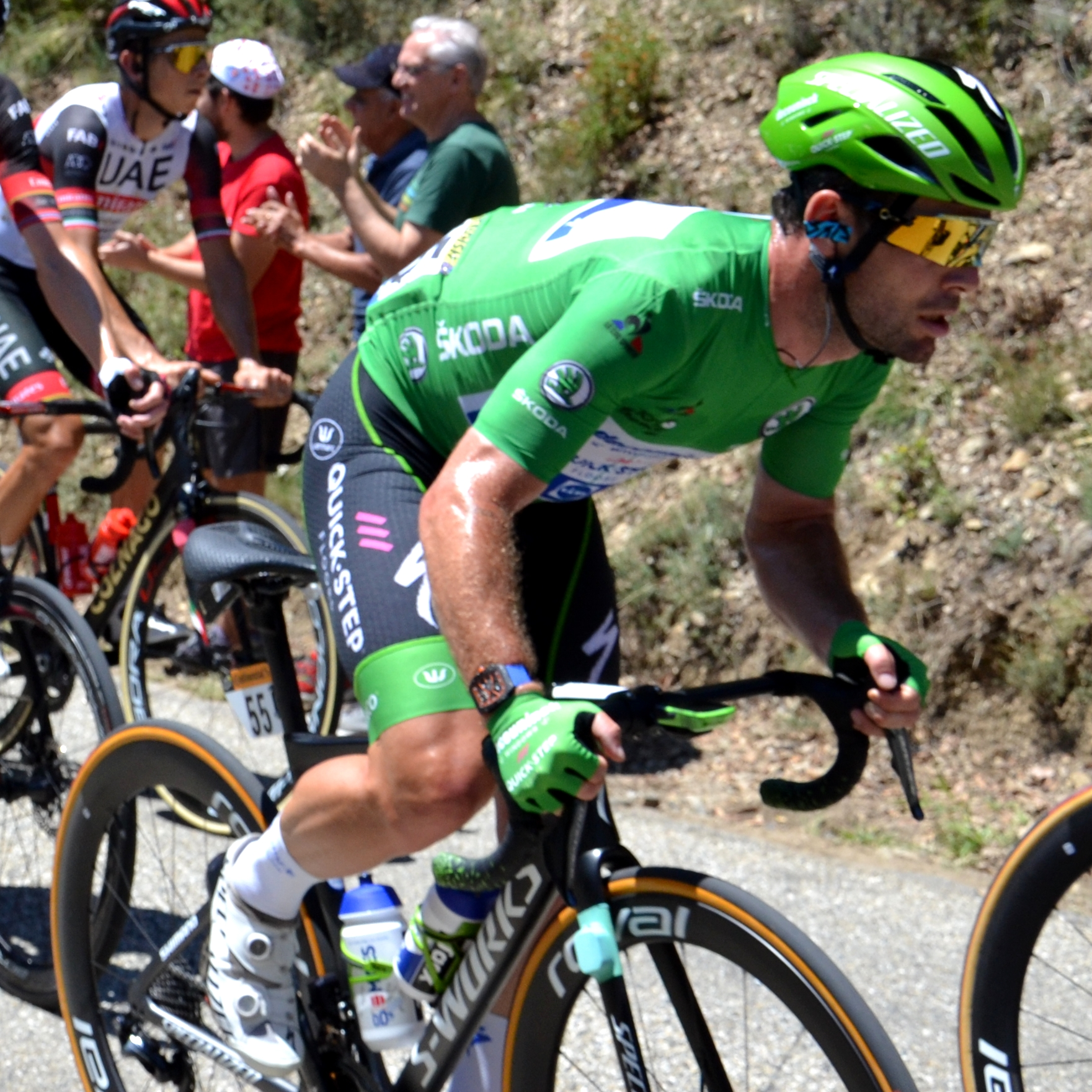
Cavendish gewinnt zum zweiten Mal die Punktewertung und zieht mit seinem 34. Etappensieg mit Eddy Merckx gleich (Tour de France 2021)

Am 5. Dezember 2020 gab der 35-Jährige Mark Cavendish seinen Wechsel zum Deceuninck-Quick Step Team bekannt, für das er zwischen den Jahren 2013 und 2015 44 Siege gefeiert hatte. Der Brite erhielt jedoch nur einen Einjahresvertrag und das vorgeschriebene Mindesteinkommen von 40.000 €. Zudem musste er sich zunächst dem irischen Sprinter Sam Bennett unterordnen, der im Jahr 2020 zwei Etappen und die Punktewertung der Tour de France für sich entschieden hatte. Nachdem er beim Scheldeprijs hinter Sam Bennett den dritten Platz belegt hatte, gewann Mark Cavendish nach drei sieglosen Jahren die 2. Etappe der Türkei-Rundfahrt, wobei er sich vor dem Belgier Jasper Philipsen durchsetzte. Schlussendlich entschied er vier der acht Etappen für sich und belegte den zweiten Rang in der Punktwertung. Da es zwischen Sam Bennett und dem Teamchef Patrick Lefevere immer wieder zu Spannungen gekommen war und der Ire die Tour de France 2021 aufgrund einer Knieverletzung verpasste, wurde Mark Cavendish als Ersatz für die Frankreich-Rundfahrt nominiert. Nach zwei hügligen Etappen und einer von Stürzen überschatteten 3. Etappe, gewann Cavendish die 4. Etappe im Massensprint, wobei er sich vor den damaligen Stars der Sprinter-Szene durchsetzte. Zugleich übernahm er das Grüne Trikot des Führenden in der Punktewertung, das er nach drei weiteren Etappensiegen nicht mehr abgeben sollte. Auf der 13. Etappe gewann er seine insgesamt 34. Tour-de-France-Etappe und zog so mit Eddy Merckx gleich, der bis dahin der alleiniger Rekordhalter war. Nachdem es in der dritten Woche zu keinen weiteren Massensprints gekommen war, erhielt Mark Cavendish die Möglichkeit seinen 35. Etappensieg beim Finale der letzten Etappe auf der Champs Élysées zu holen, die er bereits vier Mal gewonnen hatte. Er unterlag jedoch den beiden Belgiern Wout van Aert und Jasper Philipsen. Nach seinem zweiten Triumph in der Punktewertung feierte Cavendish seinen letzten Saisonsieg beim Münsterland Giro.

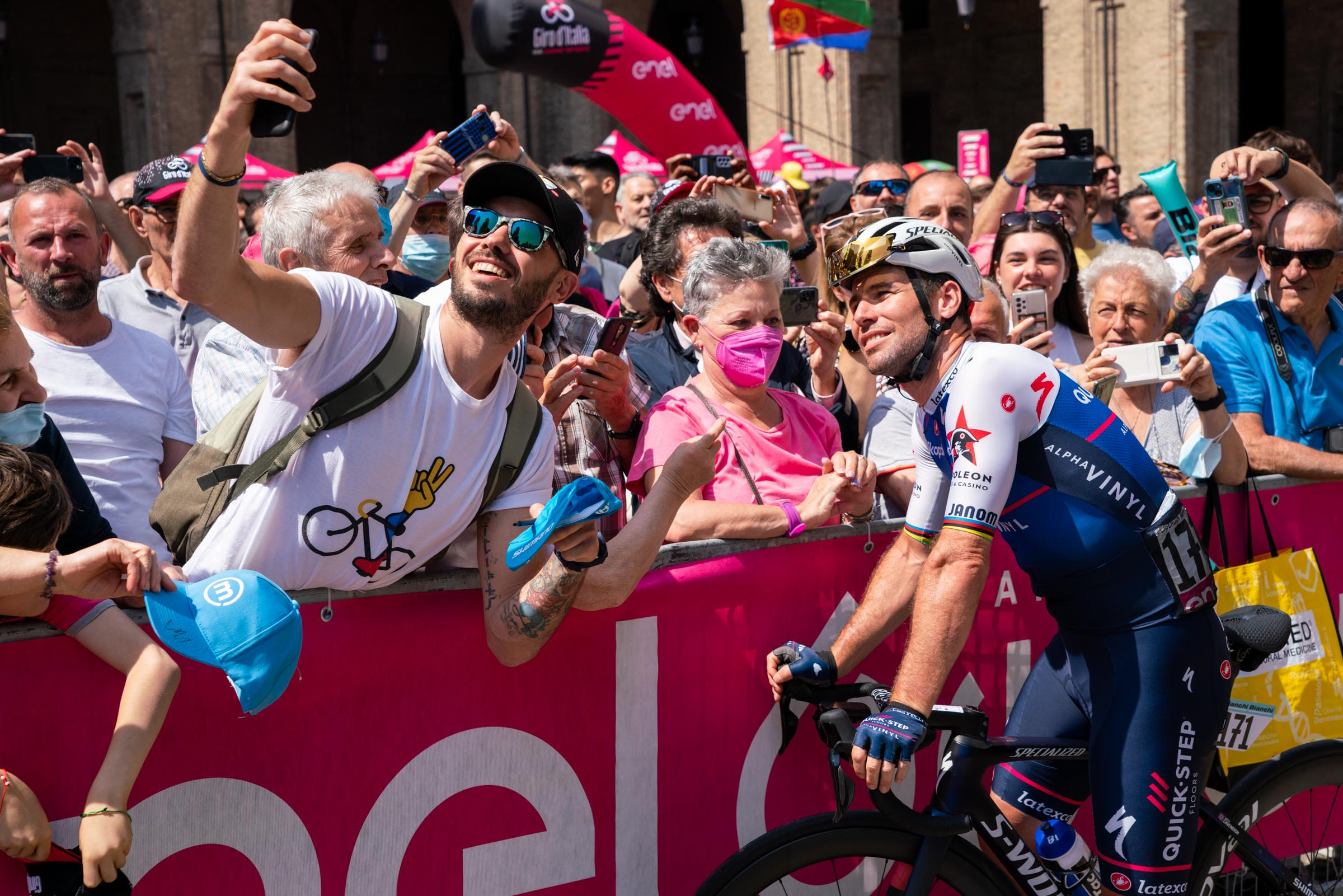
Cavendish beim Giro d’Italia 2022

Am 7. Dezember verlängerte Mark Cavendish seinen Vertrag bei der Quick-Step-Mannschaft um ein weiteres Jahr. Nach dem Abgang von Sam Bennett kam jedoch der jüngere niederländische Sprinter Fabio Jakobsen ins Team, der den Vortritt bei der Tour de France 2022 erhielt. Mark Cavendish ging hingegen beim Giro d’Italia an den Start und gewann die 3. Etappe, die mit einem Massensprint unweit des Balaton in Ungarn zu Ende ging. Unterstützt wurde er dabei von seinem dänischen Teamkollegen Michael Mørkøv, der sich in den vorangegangenen Jahren zu einem der besten Anfahrer entwickelt hatte. Insgesamt konnte Mark Cavendish in seiner zweiten Saison fünf Siege erzielen, wobei er sich im Frühjahr jeweils bei einem Abschnitt der Tour of Oman und UAE Tour durchsetzte. Im März gewann er zudem mit Mailand–Turin das älteste bis dahin existierende Eintagesrennen des Radsportkalenders. Seinen letzten Erfolg im Trikot der Quick-Step-Mannschaft feierte er im Straßenrennen der britischen Meisterschaften, das er nach dem Jahr 2013 zum zweiten Mal für sich entscheiden konnte. Bereits im Juli des Jahres 2022 erklärte der QuickStep-Teamchef Patrick Lefevere, das Mark Cavendish seine Mannschaft verlassen müsse, da sich das belgische Team um den Niederländer Fabio Jakobsen aufstellen würde.

### Astana Qazaqstan Team: Tour-de-France-Rekord (ab 2023)

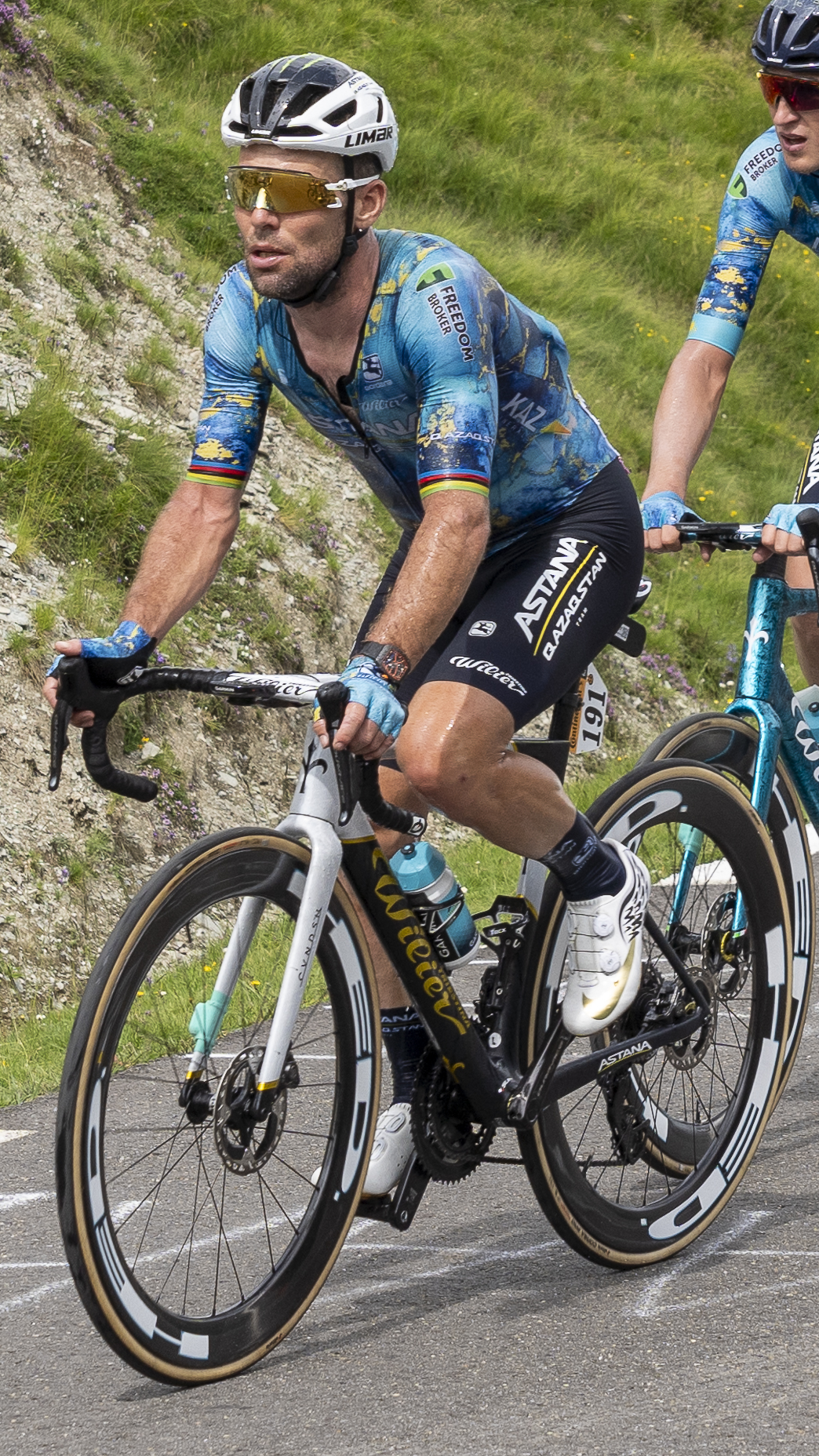
Mark Cavendish wechselt zum Astana Qazaqstan Team und feiert bei der Tour de France 2024 seinen 35. Etappensieg

Am 17. Oktober berichtete die französische Zeitschrift Ouest-France, das Cavendish einen Einjahresvertrag beim UCI ProTeam B&B Hotels-KTM unterschrieben hätte. Da die französische Mannschaft aufgrund von finanziellen Unsicherheiten vor dem Aus stand, stellte der damalige Manager Jérôme Pineau seinen Fahrern im Dezember frei sich nach einem neuen Arbeitgeber umzusehen. Am 17. Januar 2023 wurde schließlich der Wechsel von Mark Cavendish zum kasachischen UCI WorldTeam Astana Qazaqstan bestätigt. Die von Alexander Winokurow geleitete Mannschaft sicherte sich zudem die Dienste des Niederländers Cees Bol, der als Anfahrer fungieren sollte.
Nachdem er im Frühjahr der Saison 2023 ohne Sieg geblieben war, ging Mark Cavendish beim Giro d’Italia 2023 an den Start. Am zweiten Ruhetag der Italien-Rundfahrt gab er im Alter von 38 Jahren in einer Pressekonferenz sein Karriereende mit dem Ablauf der Saison bekannt. Wenige Tages später gewann er den Sprint der abschließenden Etappe in Rom, wobei er im Finale Unterstützung von seinem Freund Geraint Thomas erhielt, der zu diesem Zeitpunkt für die Ineos Grenadiers fuhr. Insgesamt war es bereits der 17. Etappensieg für Mark Cavendish bei der Italien-Rundfahrt. Im Juli ging Cavendish bei seiner letzten geplanten Tour de France an den Start, verpasste jedoch einen Etappensieg. Nachdem er die 3. und 4. Etappe auf den Plätzen 6 und 5 beendet hatte, lag er im Sprint von Bordeaux (7. Etappe) kurz vor dem Ziel an der Spitzenposition, ehe er aufgrund eines Schaltdefekts wenige Meter vor der Ziellinie von dem Belgier Jasper Philipsen abgefangen wurde. Am folgenden Tag kam er auf der 8. Etappe zu Sturz und musste die Tour de France mit einem Schlüsselbeinbruch unter Tränen aufgeben. Nur einen Tag später meinte Alexander Winokurow, dass Cavendish auch im Jahr 2024 einen Platz in seiner Mannschaft hätte, falls er sein Karriereende verschieben wolle. Nach längeren Spekulationen gab Mark Cavendish am 4. Oktober bekannt seine Karriere um eine weitere Saison zu verlängern. Wenige Tage später kehrte er bei der Türkei-Rundfahrt ins Fahrerfeld zurück.
Für das Jahr 2024 sicherte sich die Astana Qazaqstan-Mannschaft die Dienste des 38-jährigen Dänen Michael Mørkøv, der Mark Cavendish als Anfahrer bei seinen Siegen beim Team Quick-Step unterstützt hatte. Bei seinem Saison-Debüt bei der Tour Colombia konnte Mark Cavendish seine erste Etappe gewinnen, ehe er am 9. Mai bei der Tour de Hongrie seinen 164. Sieg als Profi feierte und so den Rekord des besten männlichen Sprinters von Mario Cipollini übertraf. Bei der Tour de France 2024 wurde Cavendish auf der Auftaktetappe bereits früh wegen eines Hitzeschlags vom Peloton abgehängt, erreichte das Ziel aber dennoch im vorgegebenen Zeitlimit. Auf der 3. Etappe wurde er durch einen Sturz am Sprint gehindert, ehe er am 3. Juli auf der 5. Etappe seinen insgesamt 35. Tour-Etappensieg feierte, womit er vor Eddy Merckx der alleinige Fahrer mit den meisten Etappensiegen ist. Im Anschluss beendete er seine 15. Tour de France auf dem letzten Gesamtrang.
Am 9. November 2024 gab Cavendish bekannt, dass er am darauffolgenden Sonntag in Singapur sein letztes Rennen bestreiten werde. Er gewann dieses Rennen, ein Kriterium, was somit der letzte Sieg seiner Laufbahn war.

## Familie
Mark Cavendish ist seit Oktober 2013 mit dem ehemaligen Fotomodell Peta Todd verheiratet. Sie haben vier gemeinsame Kinder, zwei Töchter und zwei Söhne.

## Erfolge

### Straße
| 2005 - Britischer Meister – Kriterium - eine Etappe Tour de Berlin 2006 - eine Etappe Internationale Thüringen Rundfahrt - zwei Etappen und Punktewertung Tour de Berlin - eine Etappe Course de la Solidarité Olympique 2007 - Scheldeprijs - zwei Etappen und Punktewertung Quatre Jours de Dunkerque - zwei Etappen Volta a Catalunya - eine Etappe Ster Elektrotoer - eine Etappe und Punktewertung Post Danmark Rundt - eine Etappe und Punktewertung Eneco Tour - Prolog und eine Etappe Tour of Britain - eine Etappe Circuit Franco-Belge 2008 - zwei Etappen Driedaagse van De Panne-Koksijde - Scheldeprijs - Prolog Tour de Romandie - zwei Etappen Giro d’Italia - eine Etappe Ster Elektrotoer - vier Etappen Tour de France - drei Etappen Tour of Ireland - drei Etappen und Punktewertung Tour of Missouri 2009 - zwei Etappen Tour of Qatar - zwei Etappen Kalifornien-Rundfahrt - eine Etappe Tirreno–Adriatico - Mailand–Sanremo - zwei Etappen Drei Tage von De Panne - Mannschaftszeitfahren Tour de Romandie - drei Etappen und Mannschaftszeitfahren Giro d’Italia - zwei Etappen Tour de Suisse - sechs Etappen Tour de France - Sparkassen Giro Bochum - eine Etappe Tour of Ireland - zwei Etappen Tour of Missouri 2010 - eine Etappe Volta a Catalunya - eine Etappe Tour de Romandie - eine Etappe Kalifornien-Rundfahrt - fünf Etappen Tour de France - drei Etappen, Mannschaftszeitfahren und Punktewertung Vuelta a España 2011 - eine Etappe Tour of Oman - Scheldeprijs - zwei Etappen und Mannschaftszeitfahren Giro d’Italia - fünf Etappen und Punktewertung Tour de France - London Surrey Cycle Classic - zwei Etappen Tour of Britain - Weltmeister – Straßenrennen 2012 - zwei Etappen Tour of Qatar - Kuurne–Brüssel–Kuurne - eine Etappe Tirreno–Adriatico - drei Etappen Giro d’Italia - Gesamtwertung Ster ZLM Toer - drei Etappen Tour de France - eine Etappe Post Danmark Rundt - drei Etappen Tour of Britain | 2013 - eine Etappe Tour de San Luis - Gesamtwertung, vier Etappen und Punktewertung Tour of Qatar - Mannschaftszeitfahren Tirreno–Adriatico - eine Etappe Driedaagse van De Panne-Koksijde - fünf Etappen und Punktewertung Giro d’Italia - Britischer Meister – Straßenrennen - zwei Etappen Tour de France - eine Etappe Post Danmark Rundt - drei Etappen Tour of Britain 2014 - eine Etappe Volta ao Algarve - eine Etappe und Mannschaftszeitfahren Tirreno–Adriatico - vier Etappen und Punktewertung Presidential Cycling Tour of Turkey - zwei Etappen Kalifornien-Rundfahrt - eine Etappe Tour de Suisse - zwei Etappen Tour du Poitou-Charentes 2015 - eine Etappe Tour de San Luis - Gesamtwertung und zwei Etappen Dubai Tour - Clásica de Almería - Kuurne–Brüssel–Kuurne - drei Etappen Presidential Cycling Tour of Turkey - vier Etappen und Punktewertung Kalifornien-Rundfahrt - eine Etappe Tour de France 2016 - Gesamtwertung und eine Etappe Tour of Qatar - eine Etappe Kroatien-Rundfahrt - eine Etappe Kalifornien-Rundfahrt - Britische Meisterschaft – Straßenrennen - vier Etappen Tour de France - zwei Etappen und Punktewertung Abu Dhabi Tour - Einzelwertung UCI Asia Tour 2016 2017 - eine Etappe und Punktewertung Abu Dhabi Tour 2018 - eine Etappe Dubai Tour 2021 - vier Etappen Türkei-Rundfahrt - eine Etappe Belgien-Rundfahrt - vier Etappen und Punktewertung Tour de France - Sparkassen Münsterland GIRO 2022 - eine Etappe Tour of Oman - eine Etappe UAE Tour - Milano-Turino - eine Etappe Giro d’Italia - Britischer Meister – Straßenrennen 2023 - eine Etappe Giro d’Italia 2023 2024 - eine Etappe Tour Colombia - eine Etappe Tour de Hongrie - eine Etappe Tour de France (35. Etappensieg und damit alleiniger Rekordhalter bei der Tour de France) |

### Bahn
2005
- Europameister – Punktefahren (U23)
- Weltmeister – Madison (mit Rob Hayles)
- Britischer Meister – Mannschaftsverfolgung (mit Ed Clancy, Steve Cummings und Geraint Thomas)

2006
- Commonwealth Games – Scratch

2008
- Weltmeister – Madison (mit Bradley Wiggins)
- Britischer Meister – Madison (mit Peter Kennaugh)

2014
- Sixday-Nights Zürich (mit Iljo Keisse)

2016
- Olympische Spiele – Omnium
- Weltmeister – Madison (mit Bradley Wiggins)
- Sechstagerennen von Gent (mit Bradley Wiggins)

## Wichtige Platzierungen (Straße)
| Weltmeisterschaft   | 2007 | 2008 | 2009 | 2010 | 2011 | 2012 | 2013 | 2014 | 2015 | 2016 | 2017 | 2018 | 2019 | 2020 | 2021 | 2022 | 2023 | 2024 |
| ------------------- | ---- | ---- | ---- | ---- | ---- | ---- | ---- | ---- | ---- | ---- | ---- | ---- | ---- | ---- | ---- | ---- | ---- | ---- |
| StraßenrennenStraße | DNF  | –    | –    | DNF  | 1    | DNF  | DNF  | –    | –    | 2    | –    | –    | –    | –    | –    | –    | –    | –    |

| Monument           | 2007 | 2008 | 2009 | 2010 | 2011 | 2012 | 2013 | 2014 | 2015 | 2016 | 2017 | 2018 | 2019 | 2020 | 2021 | 2022 | 2023 | 2024 |
| ------------------ | ---- | ---- | ---- | ---- | ---- | ---- | ---- | ---- | ---- | ---- | ---- | ---- | ---- | ---- | ---- | ---- | ---- | ---- |
| Mailand–Sanremo    | –    | –    | 1    | 89   | 52   | DNF  | 9    | 5    | 146  | 110  | 101  | DNF  | –    | –    | –    | –    | 150  | –    |
| Flandern-Rundfahrt | –    | –    | –    | –    | 110  | –    | –    | –    | –    | –    | –    | –    | –    | DNF  | –    | –    | –    | –    |
| Paris–Roubaix      | –    | –    | –    | –    | DNF  | –    | –    | –    | –    | 30   | –    | –    | –    | –    | –    | –    | –    | –    |

| Grand Tour            | 2007 | 2008 | 2009 | 2010 | 2011 | 2012 | 2013 | 2014 | 2015 | 2016 | 2017 | 2018 | 2019 | 2020 | 2021 | 2022 | 2023 | 2024 |
| --------------------- | ---- | ---- | ---- | ---- | ---- | ---- | ---- | ---- | ---- | ---- | ---- | ---- | ---- | ---- | ---- | ---- | ---- | ---- |
| Giro d’ItaliaGiro     | –    | 132  | DNF  | –    | DNF  | 145  | 127  | –    | –    | –    | –    | –    | –    | –    | –    | 145  | 120  | –    |
| Tour de FranceTour    | DNF  | DNF  | 131  | 154  | 130  | 142  | 148  | DNF  | 142  | DNF  | DNF  | DNF  | –    | –    | 139  | –    | DNF  | 141  |
| Vuelta a EspañaVuelta | –    | –    | –    | 144  | DNF  | –    | –    | –    | –    | –    | –    | –    | –    | –    | –    | –    | –    | –    |

## Ehrungen
2011 wurde Cavendish wegen seiner Verdienste um den britischen Radsport als Mitglied (MBE) in den Order of the British Empire aufgenommen. Im selben Jahr wurde er von der britischen Rundfunkanstalt BBC zu Großbritanniens Sportler des Jahres gekürt. Im Juni 2024 wurde Cavendish für seine Verdienste um den Radsport und seine Wohltätigkeit mit der Ernennung zum Großoffizier (KBE) des Order of the British Empire in den Ritterstand erhoben.